# Šavnik (município)
Šavnik é um município de Montenegro. Sua capital é a vila de Šavnik.

## Demografia
De acordo com o censo de 2003 a população do município era composta de:
- Montenegrinos (46,64%)
- Sérvios (47,64%)
- Muçulmanos por nacionalidade (0,17%)
- Croatas (0,10%)
- outros (0,84%)
- não declarados (4,61%)